# Kurt Peters (Tänzer)
Kurt Peters (* 10. August 1915 in Hamburg; † 2. Februar 1996 in Köln) war ein deutscher Tänzer, Tanzpädagoge, Tanzkritiker, Tanzhistoriker und Verleger; er gründete 1948 das Deutsche Tanzarchiv Köln.

## Kurzbiografie
Kurt Peters erhielt seine Berufsausbildung in der Schule für klassischen Tanz von Mariska Rudolph, Hamburg (ehem. Ungarische Hofoper Budapest und Ballettmeisterin am Schauspielhaus Hamburg), in der Opernballettschule von Alexandra Fedorowna-Fokine (Opera Nationale Riga; früher: Kaiserliches Theater von Petersburg), in der Hamburger Laban-Schule (Leitung: Albrecht Knust) und in der Schule für Akrobatik und Stepptanz von Donald Winclair (USA/Hamburg). Er war Tänzer an der Hamburgischen Staatsoper (damals Stadttheater) und in Aachen; Solotänzer und stellvertretender Ballettmeister in Saarbrücken; Trainingsmeister und Choreograf reisender Variété-Bühnen (für tänzerische Artistik und klassischen Tanz); Trainingsmeister in Step und Akrobatik für Mitglieder des Pantomimetheaters Kopenhagen.
Wehr- und Kriegsdienst von 1939 bis 1945 (als Obergefreiter) mit Bauchschuss, Fußverletzungen und Gefangenschaft beendeten seine Karriere als Theatertänzer. Ab 1946 Pädagoge in Hamburg. 1965–1979 Dozent und Ko-Leiter, später Leiter des Kölner Instituts für Bühnentanz der Musikhochschule und Rheinischen Musikschule, wo er u. a. auch Kinetographie Laban unterrichtete und das Pädagogische Seminar ausbaute. Gründete 1953 die Zeitschrift „Das Tanzarchiv“ (1981 vereint mit „Ballett Journal“, seit 2003 mit „tanzdrama“ aufgegangen im „Tanz-Journal“). Gründete zudem zahlreiche Vereine im Tanzbereich, so 1953 die „Gesellschaft der Freunde der Tanzkunst“ (aus deren Sektion NRW die spätere Internationale Sommerakademie des Tanzes unter Leitung von Heinz Laurenzen hervorging), zuletzt 1987 die Deutsche Akademie des Tanzes e.V. Engagierte sich zeitlebens um eine Verbesserung der Ausbildung des Tanzes und um die Einführung des kreativen Kindertanzes an den allgemeinbildenden Schulen. 
Kurt Peters begründete 1948 das private Tanzarchiv, das 1986 als Deutsches Tanzarchiv Köln von der SK Stiftung Kultur übernommen wurde.
Er starb 1996 im Alter von 80 Jahren und wurde in Stade-Haddorf beigesetzt. Er hinterließ seine Ehefrau, die Tänzerin, Kindertanzpädagogin und Autorin Gisela Peters-Rohse (1938–2023), die er 1967 geheiratet hatte.

## Auszeichnungen
- Preis für künstlerisches Volksschaffen I. Klasse der DDR 1957 (als Bundesbürger)
- Deutscher Tanzpreis 1984
- Bundesverdienstkreuz am Bande 1987
- Ehrenmitglied (Ehrenpräsident) der Deutschen Akademie des Tanzes, Köln, 1994

## Veröffentlichungen
Wichtigste Publikation:
- Kurt Peters: Lexikon der klassischen Tanztechnik. Eine systematische Terminologie der klassischen Tanzkunst. Hamburg 1961. 2. Aufl. Wilhelmshaven 1991

Weitere monographische Werke:
- Abraxas. Hamburg 1964
- Lola Rogge – eine Insel der musischen Tanzkultur. Hamburg 1964
- Dore Hoyer. Hamburg 1964
- Kinetographisches Lexikon der klassischen Tanztechnik. Hamburg 1965
- Ballett – Königliche Spiele in Herrenhausen. Köln 1966
- 10 Jahre Internationale Sommerakademie des Tanzes. Köln 1966
- Ballett im Hessischen Staatstheater Wiesbaden. Köln 1968
- Enchainements des klassischen Tanzes in Kinetogrammen. Köln 1968
- Kurt Peters u. a.: Tanzgeschichte. In vier kurzgefassten Kompendien. Wilhelmshaven 1991

Kurt Peters verfasste Hunderte von Beiträgen in Fachzeitschriften (u. a. Korrespondent der Dancing Times), Tageszeitungen und in sonstigen Fachpublikationen.